# Neue Deutsche Härte
Neue Deutsche Härte (pronunție în germană [nɔʏ.ə dɔʏtʃə hɛʁtə], abrev: NDH), cunoscut și ca Die Neue Härte, metal electronic german sau dance metal (tanzmetal), este un subgen al muzicii rock. Termenul a fost inventat de presa muzicală germană, după lansarea albumului de debut Herzeleid (1995) de Rammstein.

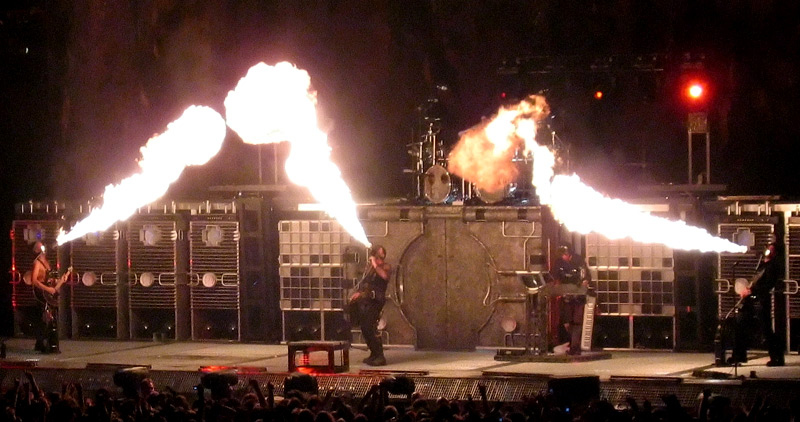
Rammstein în timpul unui concert susținut la Globe Arena în Stockholm, Suedia pe 18 noiembrie 2004.

## Formații
- ASP
- Bettelprinz
- b.o.s.c.h.
- Butzemann
- Dark Diamonds
- Dein Feuer
- Dementi
- Der Bote
- Die Allergie
- Die Apokalyptischen Reiter
- Die Vorboten
- die!
- Dossche
- Eisbrecher
- Eisenherz
- Eisheilig
- Erzwerk
- Etwas Dein
- Exfeind
- Extramensch
- Fleischmann
- Frau Falter
- Haertefall
- Hämatom
- Hammerschmitt
- Hanzel und Gretyl
- Heldmaschine
- Herren
- Hertzton
- Herzbruch
- Herzer
- Herzparasit
- In Extremo
- In Viro
- Joachim Witt
- Kind Tot
- Knorkator
- Krankheit
- L'Âme Immortelle
- Leichenwetter
- Letzte Instanz
- Maerzfeld
- Megaherz
- Menschenwahn
- Niederschlag
- nulldB
- Omega Lithium
- Oomph!
- Ost+Front
- Peragon
- Projekt Mensch
- Pronther
- Rammstein
- Rinderwahnsinn
- Ruoska
- Samsas Traum
- Schacht
- Scherbentanz
- Schlafes Bruder
- Schlagwerk
- Schock
- Schockraum
- Schwarzer Engel
- Schweisser
- Seelenzorn
- Silberschauer
- Stahlhammer
- Stahlmann
- Stark Treiben
- Stimmkraft
- Stoneman
- Subway to Sally
- Tanzwut
- Treibhaus
- Üebermutter
- Umbra et Imago
- Unheilig
- Untoten
- Von Den Ketten
- Weissglut
- Weto